# Litavské vrchy
Litavské vrchy (německy Leithagebirge) jsou malé pohoří na východě Rakouska. Nazývají se podle řeky Litavy, která je ze severu obtéká. Po staletí fungovaly jako přirozená bariéra mezi Rakousy a Uhrami, od roku 1920 po nich vede zemská hranice mezi Dolními Rakousy a Burgenlandem.

## Geografie
Litavské vrchy jsou asi 35 km dlouhý a 5 až 7 km široký hřeben na rozhraní Vídeňské pánve a Malé Dunajské nížiny, mezi Bruckou branou na severovýchodě a Novoměstskou branou na jihozápadě. Jde o nejvýchodnější výběžek celého systému Alp, v části Hory východně od řeky Mury. Na severovýchodě na ně již navazují Malé Karpaty.
Nejvyšším bodem je 484 m vysoký Sonnenberg na západním konci. Hřeben je hustě zalesněn, převažují listnaté porosty dubu, habru a buku lesního. Na jihovýchodních svazích, na burgenlandské straně příkře klesající k Neziderskému jezeru, se prostírají vinice.

## Geologie
Masiv pohoří tvoří rula a svor a na nich vápenec, který je znám jako Leithakalk. Vápenec má většinou takovou čistotu, že se může použít na výrobu křídy.
Významné lokality vápenopískového pohoří jsou řazeny abecedně dle historického seznamu: Bad Deutsch-Altenburg, Breitenbrunn, Hainburg an der Donau, Hundsheim, Kaiserstein u Kaisersteinbruch, Kroisbach, Loretto, Mannersdorf, Müllendorf, St. Margarethen, Sommerein, Stotzing, Winden a Wöllersdorf. Kvalitní vápenec se v minulosti těžil ve velkém rozsahu a dopravoval se povozy do 30 km vzdálené Vídně, hlavního města mocnářství. Zde se kámen používal na stavby komunikací.
Elias Hügel (1681–1755), císařský sochař, kameník a stavitel barokních kostelů v první polovině 18. století byl největší odborník na kámen v lomech Litavských vrchů. Po 250 letech, po druhé světové válce pracoval v Mannersdorfu Friedrich Opferkuh (1923–1993). Pracoval jako kameník a sochař a jako řemeslník to dotáhl až na učitele na univerzitě.

## Osídlení
Kopce jsou osídleny jen na úpatích. Největším městem pod Litavskými vrchy je burgenlandské hlavní město Eisenstadt, dalšími městy jsou Mannersdorf s velkou cementárnou a okresní města Most nad Litavou a Nezider.
Severovýchodní část pohoří při obci Bruckneudorf slouží jako cvičiště rakouského spolkového vojska. Strategicky byly Litavské vrchy vždy významné, protože tvořily ochranný val proti útočníkovi z východu, poslední před samotnou Vídní.